# KBO 장타율상
KBO 장타율상은 연말 KBO 리그 시상식에서 해당 연도 정규 리그의 장타율 1위에게 수여하는 상이다. 프로야구 출범 시에는 공식 타이틀이 아니었지만 1984년 시즌부터 타이틀 수상을 시작하였다. 기존 명칭은 한국프로야구 최고장타율상이었으나 KBO의 브랜드 아이덴디티 통합 작업에 따라 2015년 시즌부터 "KBO 장타율상"이라는 새로운 명칭을 사용하게 되었다.

## 연도별 수상자
| 연도                     | 이름   | 소속            | 장타율 | 비고                  |
| ------------------------ | ------ | --------------- | ------ | --------------------- |
| 1982년                   | 백인천 | MBC 청룡        | 0.740  |                       |
| 1983년                   | 장효조 | 삼성 라이온즈   | 0.618  |                       |
| 1984년부터 장타율상 신설 |        |                 |        |                       |
| 1984년                   | 이만수 | 삼성 라이온즈   | 0.633  |                       |
| 1985년                   | 김성한 | 해태 타이거즈   | 0.575  |                       |
| 1986년                   | 김봉연 | 해태 타이거즈   | 0.514  |                       |
| 1987년                   | 이만수 | 삼성 라이온즈   | 0.579  |                       |
| 1988년                   | 김성한 | 해태 타이거즈   | 0.577  |                       |
| 1989년                   | 김성한 | 해태 타이거즈   | 0.512  |                       |
| 1990년                   | 장종훈 | 빙그레 이글스   | 0.545  |                       |
| 1991년                   | 장종훈 | 빙그레 이글스   | 0.640  |                       |
| 1992년                   | 장종훈 | 빙그레 이글스   | 0.659  |                       |
| 1993년                   | 양준혁 | 삼성 라이온즈   | 0.598  |                       |
| 1994년                   | 김기태 | 쌍방울 레이더스 | 0.590  |                       |
| 1995년                   | 장종훈 | 한화 이글스     | 0.562  |                       |
| 1996년                   | 양준혁 | 삼성 라이온즈   | 0.624  |                       |
| 1997년                   | 김기태 | 쌍방울 레이더스 | 0.636  |                       |
| 1998년                   | 이승엽 | 삼성 라이온즈   | 0.621  |                       |
| 1999년                   | 이승엽 | 삼성 라이온즈   | 0.733  |                       |
| 2000년                   | 송지만 | 한화 이글스     | 0.622  |                       |
| 2001년                   | 호세   | 롯데 자이언츠   | 0.695  |                       |
| 2002년                   | 이승엽 | 삼성 라이온즈   | 0.689  |                       |
| 2003년                   | 심정수 | 현대 유니콘스   | 0.720  |                       |
| 2004년                   | 브룸바 | 현대 유니콘스   | 0.608  |                       |
| 2005년                   | 서튼   | 현대 유니콘스   | 0.592  |                       |
| 2006년                   | 이대호 | 롯데 자이언츠   | 0.571  |                       |
| 2007년                   | 이대호 | 롯데 자이언츠   | 0.600  |                       |
| 2008년                   | 김태균 | 한화 이글스     | 0.622  |                       |
| 2009년                   | 김상현 | KIA 타이거즈    | 0.632  |                       |
| 2010년                   | 이대호 | 롯데 자이언츠   | 0.667  |                       |
| 2011년                   | 최형우 | 삼성 라이온즈   | 0.617  |                       |
| 2012년                   | 박병호 | 넥센 히어로즈   | 0.561  |                       |
| 2013년                   | 박병호 | 넥센 히어로즈   | 0.602  |                       |
| 2014년                   | 강정호 | 넥센 히어로즈   | 0.739  |                       |
| 2015년                   | 테임즈 | NC 다이노스     | 0.790  | 단일 시즌 최고 장타율 |
| 2016년                   | 테임즈 | NC 다이노스     | 0.679  |                       |
| 2017년                   | 최정   | SK 와이번스     | 0.684  |                       |
| 2018년                   | 박병호 | 넥센 히어로즈   | 0.718  |                       |
| 2019년                   | 양의지 | NC 다이노스     | 0.574  |                       |
| 2020년                   | 로하스 | kt 위즈         | 0.680  |                       |
| 2021년                   | 양의지 | NC 다이노스     | 0.581  |                       |
| 2022년                   | 이정후 | 키움 히어로즈   | 0.575  |                       |
| 2023년                   | 최정   | SSG 랜더스      | 0.548  |                       |
| 2024년                   | 김도영 | KIA 타이거즈    | 0.647  |                       |